# جنيفر س. وارد
جنيفر س. وارد (بالإنجليزية: Jennifer C. Ward)‏ هي دبلوماسية أمريكية، ولدت في 29 يناير 1944 في ورشستر في المملكة المتحدة.